# Pont Taschereau (Vaudreuil-Dorion)
Pour les articles homonymes, voir Taschereau (homonymie).
Le pont Taschereau est un pont routier qui relie Vaudreuil-Dorion à Pincourt, en enjambant la rivière des Outaouais. Il est situé dans la région de la Montérégie.

## Circulation
Le pont est emprunté par l'autoroute 20. Il comporte quatre voies de circulation, réparties sur deux ponts distincts côte-à-côte comportant deux voies chacun. Le pont en direction ouest, à poutres en acier, est le plus vieux et a été construit en 1964, tandis que le pont en direction est, à poutres en béton précontraint, a été construit en 1992. Une piste cyclable a été ajoutée du côté sud du pont, à côté des voies de circulation en direction est.
On estime que 46 000 véhicules empruntent le pont chaque jour,, soit un total annuel de 16,8 millions de véhicules.

## Odonymie
Le pont est nommé en l'honneur de Louis-Alexandre Taschereau (1867-1952), homme politique québécois et premier ministre du Québec de 1920 à 1936.